# 大海漾
大海漾是一个位于中国浙江省湖州市的淡水湖，面积约为1.71平方千米，属于长江区。它的一级流域为长江流域，二级流域为长江干流水系。